# Anacoreta

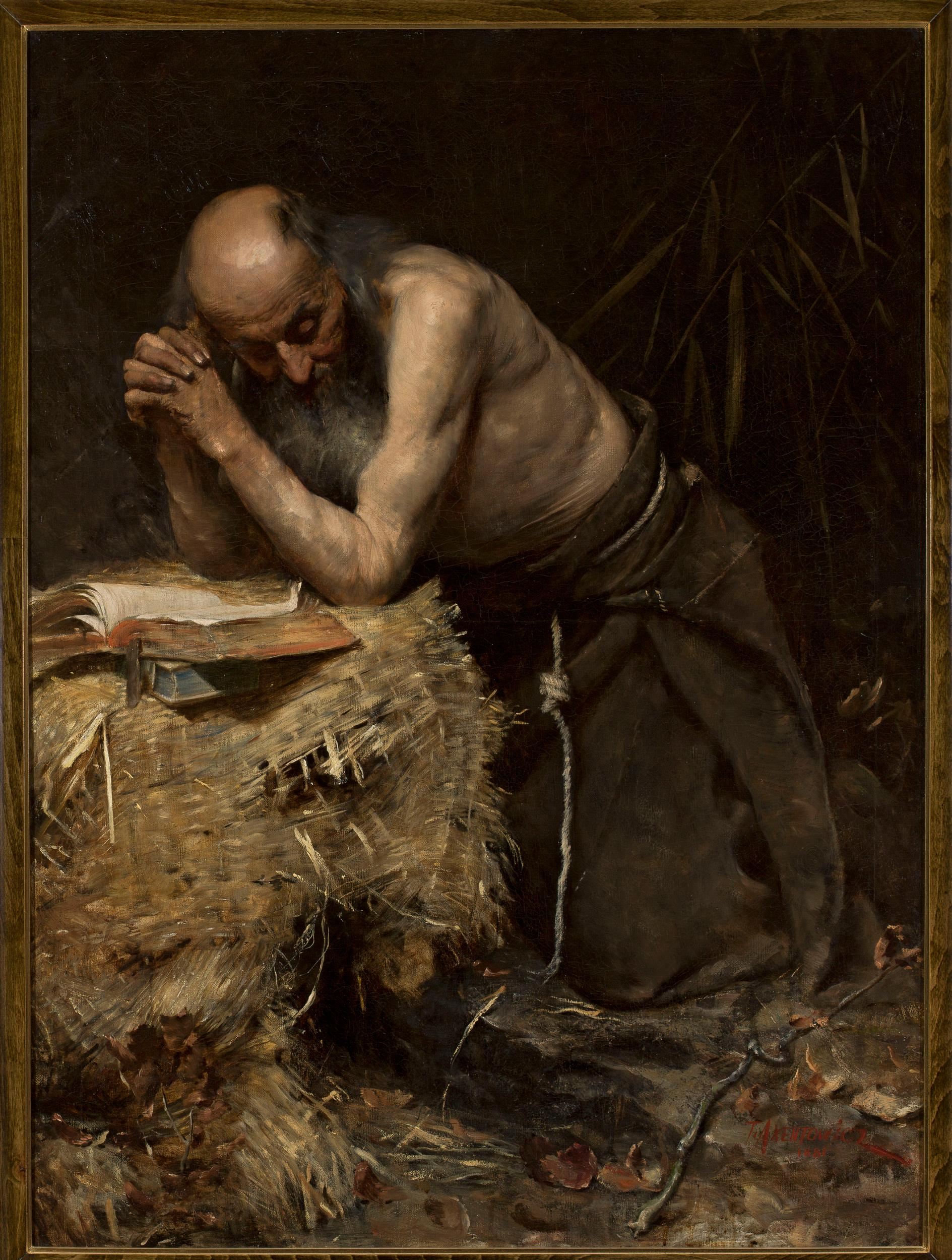
Anacoreta, di Teodor Axentowicz (1881)

Un anacoreta (dal greco ἀναχωρητής anachōrētēs, derivato da ἀναχωρεῖν anachōrêin, "ritirarsi") è un religioso che abbandona la società per condurre una vita solitaria dedicandosi all'ascesi, alla preghiera e alla contemplazione.
L'anacoretismo, nell'evoluzione del monachesimo, è una forma intermedia tra ascetismo e cenobitismo, caratterizzata da isolamento, non sempre totale, preghiera, lavoro per il proprio sostentamento e austerità della vita. L’anachòresis è l’abbandono della società e la fuga nel deserto.

## Storia e diffusione
Ebbe vita in prossimità del deserto di Fayum in Egitto nella seconda metà del III secolo, forse a seguito della persecuzione di Decio e Valeriano, e si estese in Siria e in Palestina.
L'anacoretismo è diffuso in tutte le religioni. L'arte bizantina è solita raffigurare gli anacoreti nei sottarchi che sorreggono gli edifici sacri in posizione orante a indicare che con la loro ascesi reggono il peso della Chiesa.

## Anacoreti celebri
Tra gli anacoreti cristiani si ricordano:  
- San Paolo di Tebe (230–335);
- Sant'Antonio l'anacoreta (251–356);
- San Giovanni di Licopoli (305–395);
- Sant'Onofrio anacoreta († 400);
- San Nicodemo abate (900–990);
- San Corrado Confalonieri (1290–1351);
- Beata Giuliana di Norwich (1342–1416).